# Anton Wodica
Anton Wodica (* 29. April 1914 in Hochwolkersdorf; † 24. Februar 1980 in Wiener Neustadt) war ein österreichischer Politiker (SPÖ) und Schriftsetzer. Er war von 1959 bis 1962 Mitglied des Bundesrates und von 1962 bis 1975 Abgeordneter zum Nationalrat.
Wodica besuchte fünf Klassen einer Volksschule und absolvierte danach drei Klassen einer Bürgerschule. Im Anschluss besuchte er die Fachgewerbeschule für Schriftsetzer und erlernte zwischen 1928 und 1932 diesen Beruf. Nach seiner Ausbildung war Wodica mehrere Jahre arbeitslos, schließlich fand er Beschäftigung in der Buchdruckerei Gutenberg. 
Politisch engagierte sich Wodica zwischen 1952 und 1974 als Gemeinderat in Wiener Neustadt, wobei er von 1958 bis 1963 die Funktion des Finanzstadtrats ausübte. Zudem war er als Funktionär in der Gewerkschaft der graphischen Arbeiter aktiv und vertrat die SPÖ vom 15. Juni 1959 bis zum 14. Dezember 1962 im Bundesrat. Danach war er vom 14. Dezember 1962 bis zum 4. November 1975 Abgeordneter zum Nationalrat.

## Würdigung
Nach ihm wurden sowohl in Wiener Neustadt als auch in Mattersburg eine Parkanlage benannt.